# Nati Mir Rocafort
Nati Mir Rocafort va néixer el 1903 a la vila pallaresa de Gerri de la Sal, en el si d'una família nombrosa i humil amb profundes creences religioses. La seva trajectòria personal i professional es va centrar en l'assistència social de la dona.
Va ingressar l'any 1918 al Pensionado de las Religiosas de la Sagrada Familia de Lleida per començar la carrera de mestra, en el qual va crear, l'any 1928, l'associació Orientación Católica de la Mujer. Per necessitats familiars, no va poder acabar els estudis.
Posteriorment, va obtenir un lloc al Cuerpo General de Administración de la Hacienda Pública, primer a Lleida i després a Barcelona, com a secretària del delegat. Després de la Guerra Civil Espanyola, va ser directora de la Escuela para el Hogar y Obras Sociales Femeninas.
Va morir de manera prematura el maig de 1941 a Barcelona.

## Altres pioneres del treball social
- Anna Maria Llatas d'Agustí
- Mercè Fontanilles i Mas
- Elàdia Faraudo i Puigdollers